# Broken (EP)
Broken (auch bekannt als Halo 5) ist eine EP und die insgesamt fünfte Veröffentlichung von Nine Inch Nails, die ausschließlich neues Material enthält. Zuvor kam Pretty Hate Machine und anschließend (nach einer Remix-EP) The Downward Spiral heraus.

## Geschichte des Albums
Broken wurde im Herbst 1992 nach einem mehrjährigen Konflikt zwischen Trent Reznor und seinem Label TVT Records veröffentlicht. Nach dem Erfolg des Vorgängeralbums Pretty Hate Machine versuchte TVT, mehr Einfluss auf die Musik zu nehmen, was Trent Reznor jedoch ablehnte. Der mit TVT abgeschlossene Plattenvertrag hinderte Nine Inch Nails daran, für ein anderes Label aufzunehmen, doch Reznor wollte nichts mehr über TVT veröffentlichen. So entwickelte sich ein jahrelanger Rechtsstreit, der schließlich zur Gründung von Reznors eigener Plattenfirma Nothing Records führte. In der Zwischenzeit spielte Reznor trotz rechtlicher Schwierigkeiten auf den Veröffentlichungen anderer Künstler, z. B. Pigface oder 1000 Homo DJs und ging auf Tournee. Reznors Konflikt mit seinem Label gipfelte in einer Widmung, die auf der Albumverpackung gesehen werden kann. Nach einer langen Liste von Grüßen steht Folgendes: „no thanks: you know who you fucking are“, gefolgt von „the slave thinks he is released from bondage only to find a stronger set of chains.“ Das Resultat dieser Vorgeschichte sind laute Mixe und mehr Verzerrungseffekte bei jedem benutzten Instrument; auch bei denen, denen man es nicht sofort anhört (z. B. ein klassisches Mellotron MKIV, das in dem Lied Gave Up zu hören ist).
Reznor sagte, dass er die EP „während einer der hässlichsten Abschnitte seines Lebens“ aufgenommen habe. Trotz der „wütenden und morbiden“ Grundstimmung war Broken ein kommerzieller Erfolg. Das Album erreichte Platz 7 der Billboard 200 und das Lied Wish erhielt 1993 den Grammy in der Kategorie Best Metal Performance. Ebenfalls 1992 veröffentlichte Nine Inch Nails ein EP mit Remixen der Lieder von Broken mit dem Titel Fixed.

## Trackliste
1. Pinion (1:02)
2. Wish (3:46)
3. Last (4:44)
4. Help Me I Am In Hell (1:56)
5. Happiness in Slavery (5:21)
6. Gave Up (4:08)
7. Physical (You’re So) (5:29)
8. Suck (5:06)

Das Original wurde mit einer separaten 3″ CD veröffentlicht, auf der sich die letzten beiden Lieder Physical (You’re So) und Suck befanden. Spätere Versionen hatten die obige Reihenfolge; die Tracks 7 bis 97 beinhalten lediglich jeweils eine Sekunde Stille. Da dies mit der minimalen Track-Länge von vier Sekunden des CD-Standard kollidierte, wurden die stillen Tracks auf vier Sekunden verlängert.
Physical (You’re So) ist die Coverversion eines Songs von Adam and the Ants von deren Album Kings of the Wild Frontier. Während der Tour zu The Downward Spiral 1995 wurde er auch zweimal live von Nine Inch Nails zusammen mit Adam Ant gespielt. Suck ist im Original von Pigface, bei denen Trent Reznor Mitglied war.

## Chartpositionen
- 1992 Happiness in Slavery – Modern Rock Tracks Nr. 13
- 1993 Wish – Modern Rock Tracks Nr. 25